# Josef Jonsson
Josef Jonsson (født 21. juni 1887 i Enköping, Uppsala amt - død 9. maj 1969 i Norrköping, Sverige) var en svensk komponist, pianist, lærer og musikkritiker.
Jonsson studerede klaver og orkestrering hos Ivar Hellman i Norrköbing, og fik rådgivning i komposition og teori af Wilhelm Stenhammar, men var selvlært som komponist. Han skrev tre symfonier, en kammersymfoni, symfoniske digtninge, orkesterværker, kammermusik, koncertmusik, stemmemusik, korværker, klaverstykker etc. Han var musikkritiker for avisen Östergötlands Folkblad fra (1922-1966). Jonsson underviste også som lærer i klaver, teori og violin privat.

## Udvalgte værker
- Symfoni nr. 1 "Nordland" (1919-1922) - for orkester
- Symfoni nr. 2 (1928-1930) - for orkester
- Symfoni nr. 3 (1947) - for orkester
- Kammersymfoni (1920) - for klaver og strygeorkester
- Violinkoncert (1960) - for violin og orkester
- Korallrevet (1916) - for baryton, kor og orkester